# Salma Khatun
Salma Khatun (bengalisch সালমা খাতুন; * 1. Oktober 1990 in Khulna, Bangladesch) ist eine bangladeschische Cricketspielerin, die seit 2011 für die bangladeschische Nationalmannschaft spielt und ihre Kapitänin zwischen 2011 und 2015 für das WODI-Teams und darüber hinaus bis 2020 des WTwenty20-Teams war.

## Aktive Karriere
Salma gab ihr Debüt in der Nationalmannschaft beim in Bangladesch ausgetragenen Women’s Cricket World Cup Qualifier 2011 gegen Irland, wobei sie 3 Wickets für 34 Runs erreichte. Sie war von da an auch Kapitänin der Mannschaft. Ihr Debüt im WTwenty20 absolvierte sie im August 2012 bei einem Drei-Nationen-Turnier in Irland gegen den Gastgeber. Beim Asia Cup 2012 gelangen ihr in der Vorrunde gegen Sri Lanka 4 Wickets für 6 Runs. Ihr erstes Half-Century konnte sie auf der Tour in Indien im April 2013 erreichen, als sie 75* Runs im ersten WODI erzielte. Ebenfalls auf der Tour konnte sie im ersten WTwenty20 neben 3 Wickets für 12 Runs beim Bowling auch 49* Runs am Schlag erreichen. Mit diesen Leistungen hatte sie sich in der Mannschaft etabliert und spielte seitdem regelmäßig im Team.
Ihre erste Weltmeisterschaft absolvierte sie beim ICC Women’s World Twenty20 2014. Im Oktober 2015 konnte sie beim ersten WODI auf der Tour in Pakistan 3 Wickets für 31 Runs erreichen. Nach der Tour gab sie die Kapitänsrolle für die WODIs an Jahanara Alam ab. Beim Women’s Cricket World Cup Qualifier 2017 gelangen ihr 3 Wickets für 18 Runs gegen Sri Lanka. Beim ICC Women’s World Twenty20 2018 erreichte sie gegen Südafrika 3 Wickets für 20 Runs. Bei den Südasienspiele 2019 gelangen ihr im WTwenty20 gegen die Malediven 3 Wickets für 2 Runs.
Auch war sie beim ICC Women’s T20 World Cup 2020 im Team Bangladeschs und konnte dort gegen Neuseeland 3 Wickets für 7 Runs erzielen. Auf der Tour in Simbabwe im November 2021 gelangen ihr 3 Wickets für 6 Runs im ersten WODI. Beim Women’s Cricket World Cup 2022 konnte sie gegen Australien 3 Wickets für 23 Runs erreichen. Im September konnte sie dann beim ICC Women’s T20 World Cup Qualifier 2022 gegen Irland (3/19) und Thailand (3/18) jeweils drei Wickets erzielen. Beim Women’s Twenty20 Asia Cup 2022 gelangen ihr in vier ihrer fünf Spiele jeweils ein Wicket. Auch war sie Teil des Kaders für den ICC Women’s T20 World Cup 2023, konnte dort jedoch nicht herausstechen.